# تپه توباغا
تپه توباغا مربوط به سده‌های میانه دوران‌های تاریخی پس از اسلام است و در شهرستان ملایر، بخش مرکزی، دهستان مورازان، جنوب روستای ازناوله واقع شده و این اثر در تاریخ ۷ اسفند ۱۳۸۶ با شمارهٔ ثبت ۲۱۶۴۶ به‌عنوان یکی از آثار ملی ایران به ثبت رسیده است.